# Filippo Beroaldo, o Velho
Filippo Beroaldo, o Velho (Bolonha, 11 de julho de 1453 — Bolonha, 17 de julho de 1505) foi um escritor humanista, poeta e literato italiano. Estudou com Paolo dal Pozzo Toscanelli (1397-1482), e foi nomeado professor de retórica e de poesia em Bolonha quando tinha ainda apenas 19 anos, em 1472. Depois de passar algum tempo em Parma e Paris, retornou a Bolonha, onde lecionou de 1479 até sua morte.

## Publicações
- Annotationes in commentarios Servii Virgilianos, Bolonha, 1482, in-4° ;
- Annotationes in varios authores antiquos, Bolonha, Veneza, 1489 ; Brescia, 1496 ;
- Caii Plinn Secundi Historiae naturalis libri 27, cum brevibus notis, Parma, 1476, in-fol. ; Treviso, 1479, in-fol. ; Paris, 1516, in-fol[2]. ;
- Comentário sobre Apuleio, 1500
- De felicitate opusculum. Impressum Bonaniae a Benedictum Hectoris (fl. 1487-1523). Abril 1499[3]. ;
- Declamatio ebriosi, scorialoris, el aleatoris, Invenção latina de Filippo Beroaldo, continuada e ampliada por Calvi de la Fontaine, Paris, 1556, in-4°[4]. ;
- Declamatio Lepidissima Ebriosi Scortatoris Aleatoris de vitiositate Disceptantium. Impressum Bononiae, a Benedicto Hectoris, 1499, Bolonha, 1499 ; Strasbourg, Paris, 1505, in-4°, etc.
- Libellus quo Septem sapientium Sententiae discutiuntur. Impressum Bonaniae. per Benedictum Hectoris. Dezembro 1498 ;
- Opusculum eruditum : quo continentur declamatio Philosophi Medici Oratoris De excellentia disceptatiu. Et libellus de optimo Statu et principe... Bononiae, Bened, Hectoris Dezembro 1497;
- Oratio Proverbiorum. Bononiae. Bened. Hectoris, Dezembro 1499 [5] ;
- Orationes Multifariae et Poemata. Bononiae, Benedictus Bibliopola Hectoris :  Novembro 1500. Esta coletânea contém diversas dissertações em prosa: de re rustica, de amore, de historia, de louvores poéticos, de invenções literárias, de musica, de contos, de Boccaccio, etc.
- Orationes, Paris, 1490, ibid. et Lyon, 1492, Bolonha, 1491, in-fol. ;
- Propertii Opera cum commentariis, Bolonha, Veneza, 1495 ; Paris, 1604, in-fol.  ;
- Symbola Pythgorae moraliter explicata. Banoniae, Bened. Hectoris, 1503
- Orationes, Prœffliones, Prœleciioncs, etc., Paris, 1505, 1507, 1509,
- Opusculum de felicitate. Bolonha, 1495